# Max Burkholder
Max Henry Wolf Burkholder (Los Ángeles, California, 1 de noviembre de 1997) es un actor estadounidense, conocido por interpretar a Max Braverman en la serie Parenthood, y a Charlie Sandin en The Purge. Anteriormente trabajó como actor de voz en series animadas como The Land Before Time y en My Friends Tigger & Pooh donde prestaba su voz a Chomper y a Roo respectivamente.[cita requerida]

## Carrera
Desde sus inicios ha compaginado el cine con la televisión. Alguna de sus primeras colaboraciones fueron en Brothers & Sisters y Crumbs. También participó como artista invitado en CSI: Miami y CSI: NY entre otras producciones como The Suite Life of Zack & Cody. Aparte de los cameos, ha sido un actor habitual en In treatment y Love for Rent además de obtener un papel en la serie Anatomía de Grey y en The O. C.[cita requerida]
Sin embargo, no fue hasta 2010 cuando se dio a conocer de la mano de Max Braverman, personaje de Parenthood, cuyo productor ejecutivo Jason Kitims le ofreció el papel.

## Filmografía

### Cine
| Año  | Título                                                    | Papel            | Observaciones               |
| ---- | --------------------------------------------------------- | ---------------- | --------------------------- |
| 2003 | Daddy Day Care                                            | Max Ryerson      | Debut cinematográfico       |
| 2005 | Love for Rent                                             | Max              |                             |
| 2006 | Friends with Money                                        | Max              |                             |
| 2006 | The Ant Bully                                             | Blue Teammate #6 | Voz                         |
| 2007 | My Friends Tigger & Pooh: Super Sleuth Christmas Movie    | Roo              | Voz Direct-to-vídeo         |
| 2007 | Point of Entry                                            | Sam Aldean       | T.A: Panic Button Telefilme |
| 2008 | The Journal                                               | Alex (10 años)   | Cortometraje                |
| 2009 | My Friends Tigger & Pooh: Tigger & Pooh And A Musical Too | Roo              | Voz Direct-to-vídeo         |
| 2010 | The Rainbow Tribe                                         | Boo              |                             |
| 2012 | Vigilandia                                                |                  |                             |
| 2013 | The Purge                                                 | Charlie Sandin   |                             |

### TV
| Año       | Título                              | Papel                 | Observaciones         |
| --------- | ----------------------------------- | --------------------- | --------------------- |
| 2004      | Commando Nanny                      | Seth Winter           | No emitido            |
| 2005      | The O. C.                           | Niño del aeropuerto   |                       |
| 2005      | Fathers and Sons                    | Nick (5 años)         | Telefilme             |
| 2005–2012 | Padre de familia                    | Varios personajes     | Voz                   |
| 2006      | Crumbs                              | Mitch Crumb (joven)   |                       |
| 2006      | CSI: NY                             | Sam                   |                       |
| 2006      | The Suite Life of Zack & Cody       | Billy                 |                       |
| 2006      | CSI: Miami                          | Tyler Lamar           |                       |
| 2007      | Random! Cartoons                    | Samsquatch            | Voz                   |
| 2007      | Lipshitz Saves the World            | Adam Lipshitz (joven) |                       |
| 2007      | Panic Button                        | Sam Alden             | Telefilme             |
| 2007–2008 | The Land Before Time                | Chomper               | Voz                   |
| 2007–2009 | My Friends Tigger & Pooh            | Roo                   | Voz                   |
| 2007–2009 | American Dad!                       | Médico infantil Niño  | Voz                   |
| 2007–2009 | Brothers & Sisters                  | Jack McCallister      | 4 episodes            |
| 2008      | The Spectacular Spider-Man          | Billy Connors         | Voz                   |
| 2008      | Anatomía de Grey                    | Duncan Pailey         |                       |
| 2008      | Foster's Home for Imaginary Friends | World                 | Voz Programa especial |
| 2008–2009 | In treatment                        | Max Weston            |                       |
| 2009      | Private Practice                    | Ben King              |                       |
| 2009      | The Cleveland Show                  | Niño                  | Voz                   |
| 2009      | Los niños del maíz                  | Voces adicionales     | Telefilm              |
| 2010–2015 | Parenthood                          | Max Braverman         |                       |
| 2024      | Ted                                 | John Bennett          | 8 episodios           |

## Premios y nominaciones
| Premio             | Año  | Categoría                    | Resultado | Obra           |
| ------------------ | ---- | ---------------------------- | --------- | -------------- |
| Young Artist Award | 2004 | Mejor Actor Joven de Reparto | Nominado  | Daddy Day Care |
| Young Artist Award | 2012 | Mejor Actor Secundario       | Nominado  | Parenthood     |